# Acronema rivale
Acronema rivale là một loài thực vật có hoa trong họ Hoa tán. Loài này được C.Norman mô tả khoa học đầu tiên năm 1940.